# Pętla Azory

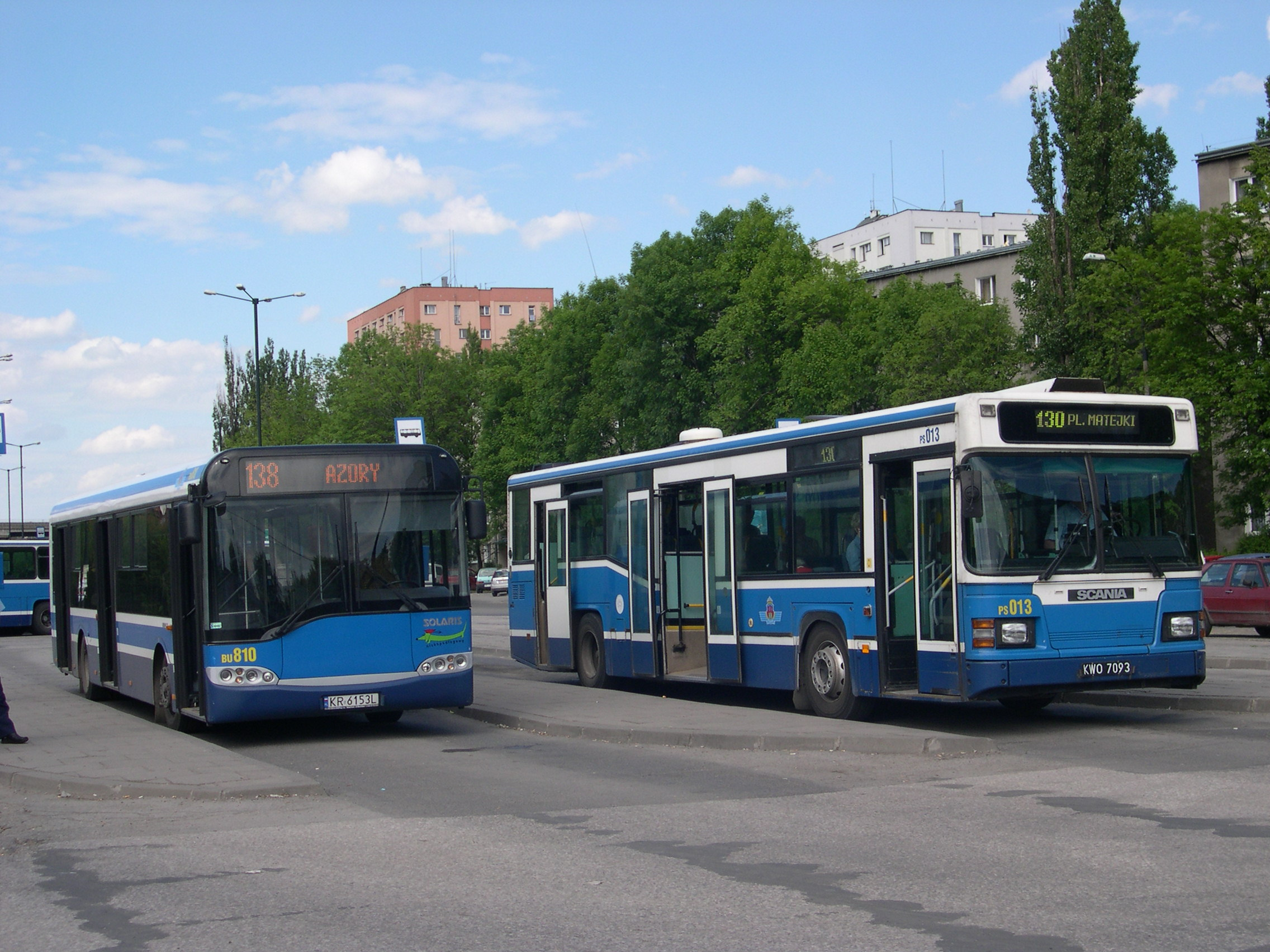
Pętla Azory w 2005/2006 roku

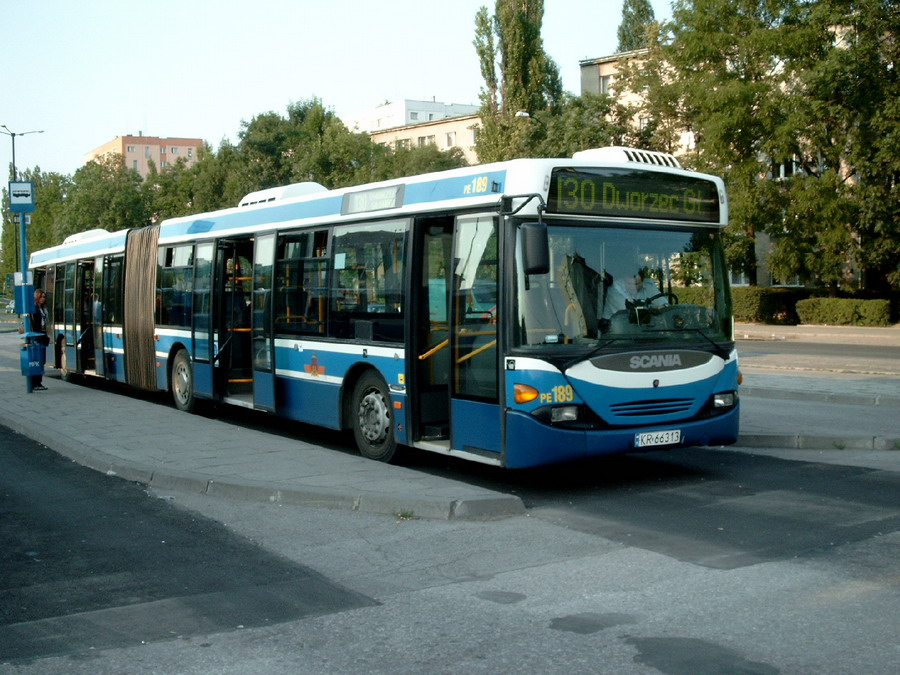
Pętla w 2004 roku.

Pętla autobusowa "Azory" – pętla autobusowa znajdująca się przy ulicy Wojciecha Weissa i Marii Jaremy w Krakowie. Została otwarta w 1974 roku. W 2024 roku ma zostać wybudowana trasa tramwajowa połączona z pętlą na Krowodrzy. Zakończona będzie tzw. przejazdówką służącą do zmiany kierunku jazdy.

## Linie autobusowe

### Linie miejskie
- Linia 130 – Azory-Dworzec Główny Zachód
- Linia 138 – Azory-Kombinat
- Linia 140 - Nowy Kleparz-Azory-Radzikowskiego Osiedle
- Linia 168 – Krowodrza Górka-Azory-Chełmońskiego Pętla
- Linia 173 – Azory-Nowy Bieżanów Południe
- Linia 494- Azory-Os.Pod fortem

### Linie nocne aglomeracyjne
- Linia 904 - Prądnik Biały-Azory-Wieliczka Kampus